# Лісний (Канаський район)
Лісни́й (рос. Лесной, чув. Муллавар) — виселок у складі Канаського району Чувашії, Росія. Входить до складу Хучельського сільського поселення.
Населення — 146 осіб (2010; 161 у 2002).
Національний склад:
- чуваші — 92 %